# Карпинете (Изернија)
Карпинете је насеље у Италији у округу Изернија, региону Молизе.
Према процени из 2011. у насељу је живело 21 становника. Насеље се налази на надморској висини од 333 м.